# Lamprotatus alcander
Lamprotatus alcander är en stekelart som beskrevs av Walker 1843. Lamprotatus alcander ingår i släktet Lamprotatus och familjen puppglanssteklar. Inga underarter finns listade i Catalogue of Life.